# Josef Klvaňa

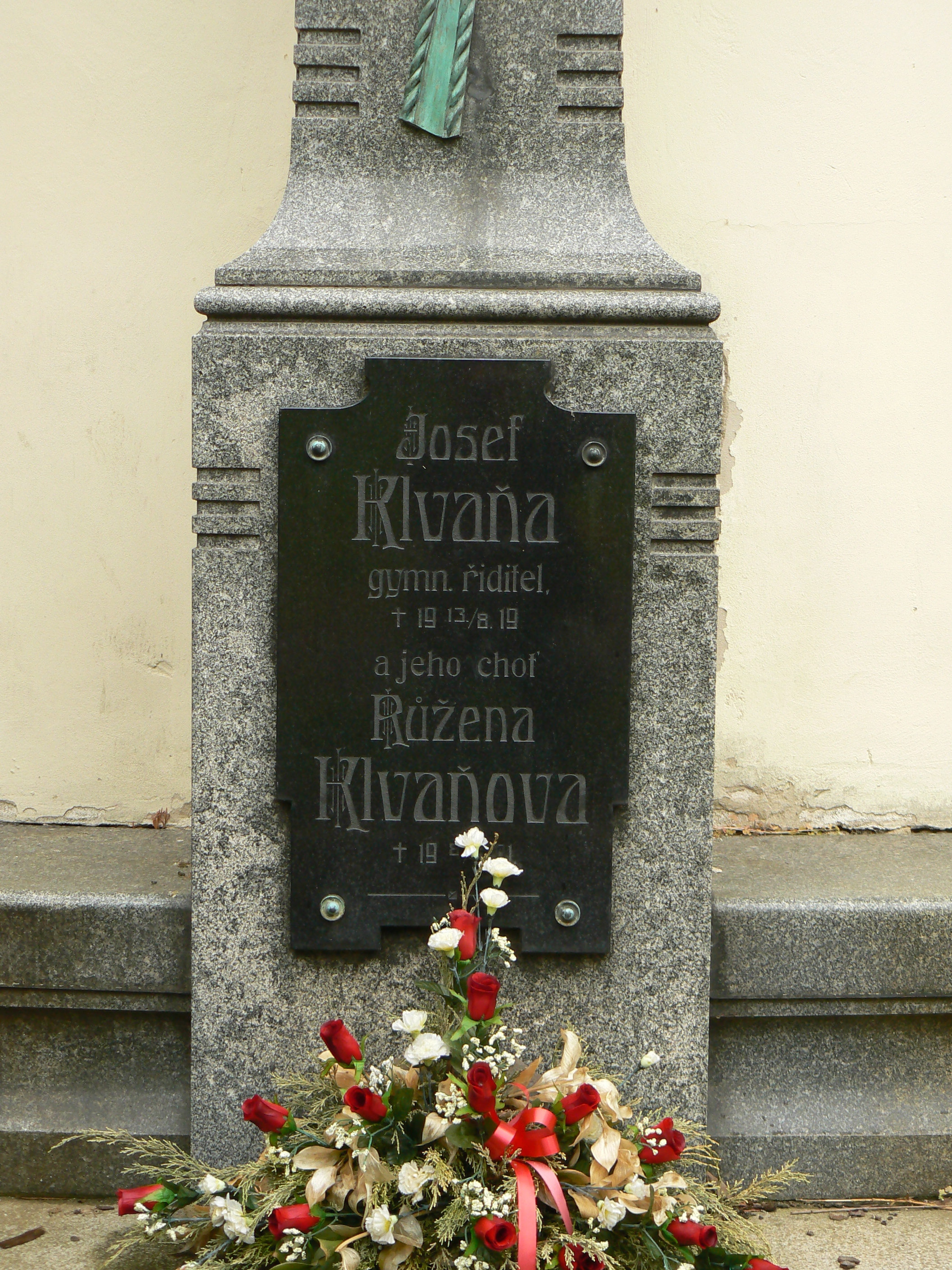
Hrob Josefa Klvani na bývalém hřbitově u kaple sv. Josefa v Kyjově

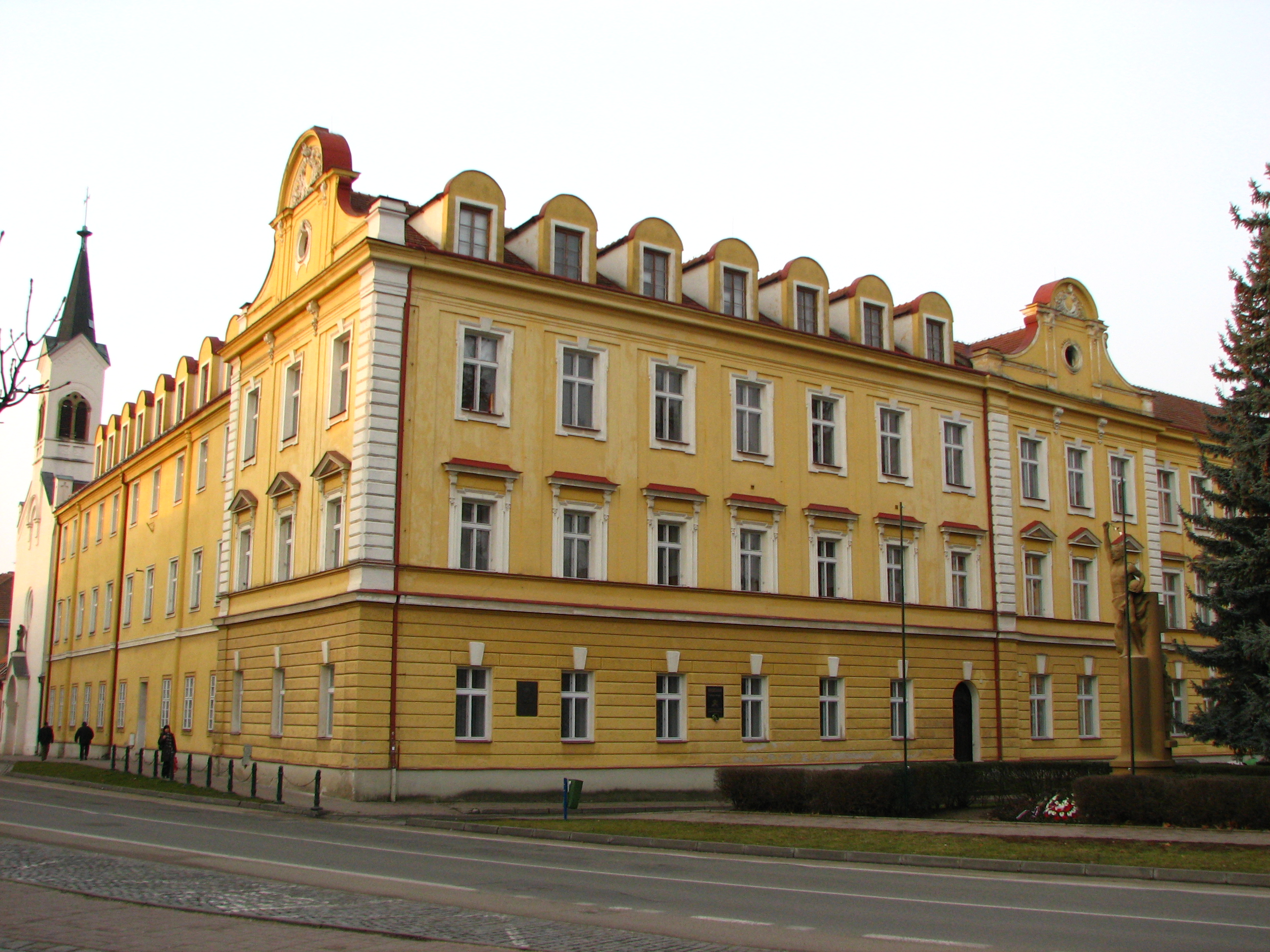
Klvaňovo gymnázium v Kyjově

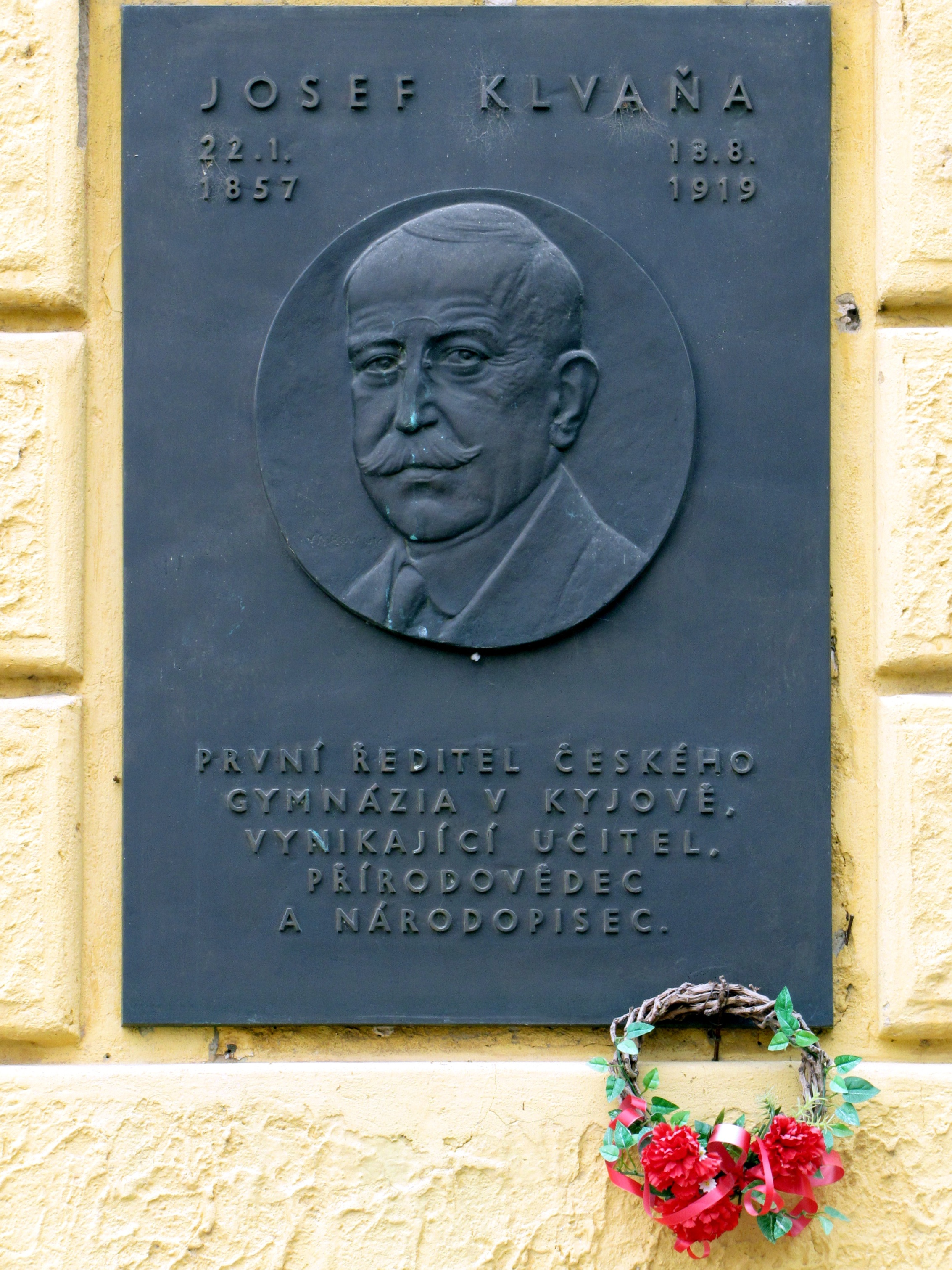
Pamětní deska Josefa Klvani na budově Klvaňova gymnázia v Kyjově. Autor V. A. Kovanič

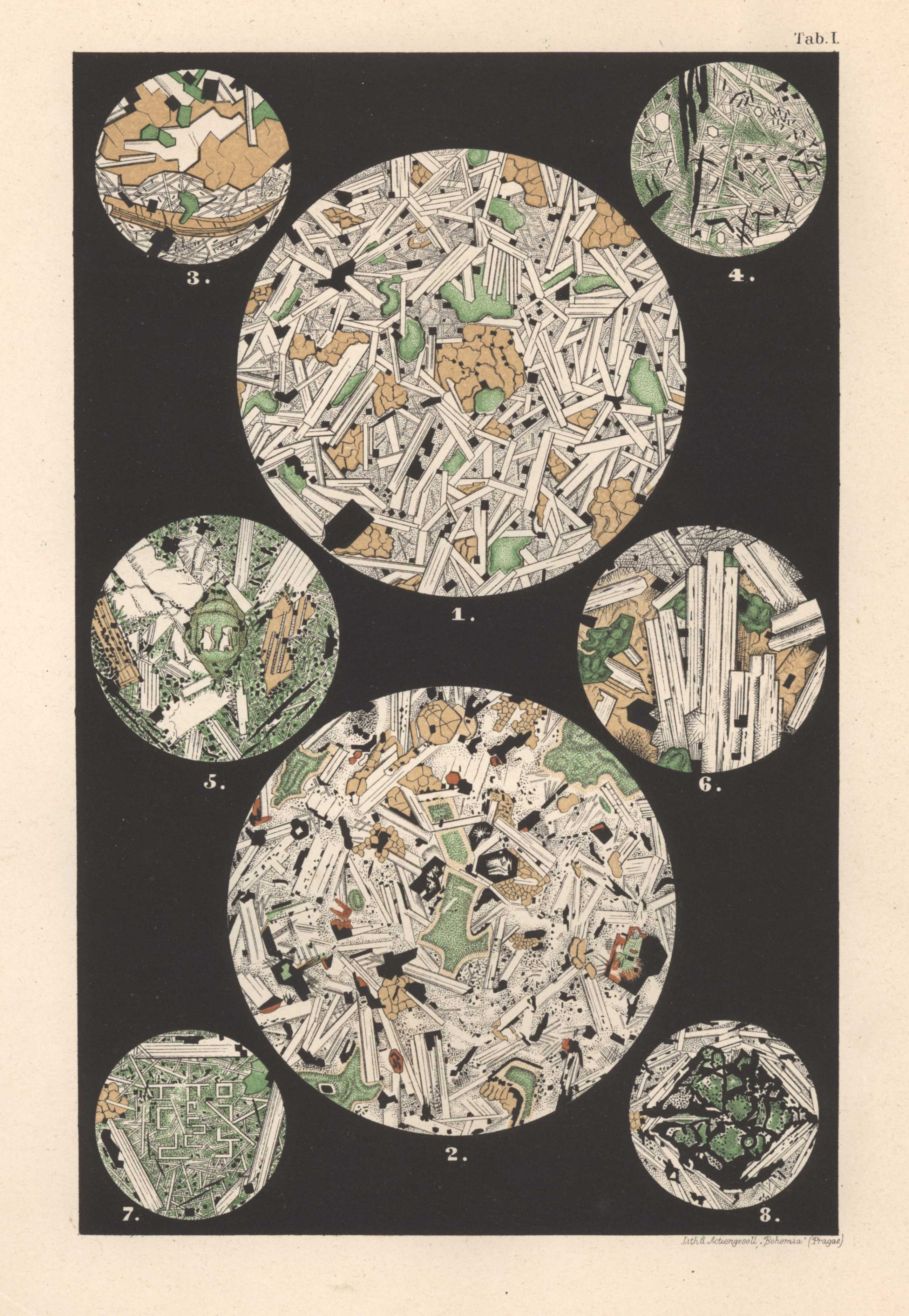
Emanuel Bořický: Petrographische Studien an den Melaphyrgesteinen Böhmens. Prag 1876 [Archiv der naturw. Landesdurchforschung von Böhmen, III. Bd. II. Abtheilung II. Heft

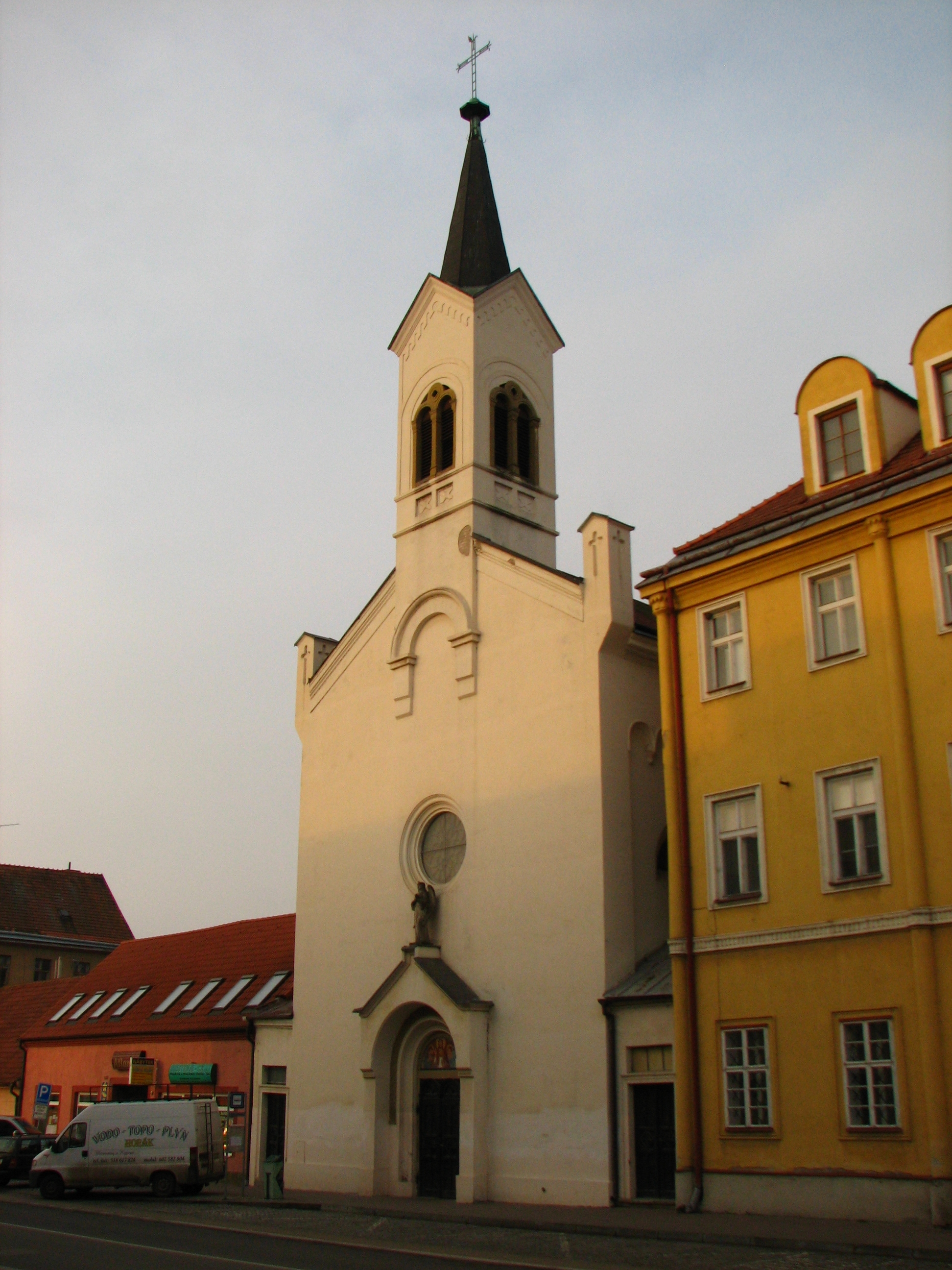
Gymnazijní kaple sv. Josefa Kalasanského v Kyjově z roku 1868

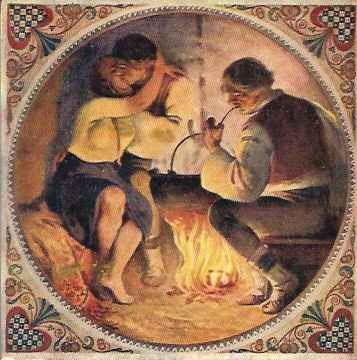
Břetislav Bartoš – Valašské kroje (1922)

Josef Klvaňa (22. ledna 1857 Vídeň – 13. srpna 1919 Kyjov) byl český přírodovědec, etnograf, pedagog, fotograf a cestovatel, silně spjatý s oblastí jižní Moravy.
Vytvořil první geologickou mapu Moravy a Slezska, později také geologickou mapu Království Českého. Je autorem prvních českých topograficko-mineralogických prací pod názvem „Nerosty Moravy a Slezska“ a „Nerosty království Českého“. Stal se zakladatelem moravského národopisu. Ve vědecké činnosti v oblasti mineralogie spolupracoval jako asistent s profesorem Emanuelem Bořickým, po jehož náhlé smrti dokončil část jeho díla: Porfyry a porfyrity křemenné z roku 1881.

## Dětství
Jedna z větví jeho rodiny žila od konce 18. století ve Vídni, kde se i narodil. Jeho otec Antonín Klvaňa byl měšťanem v Lipníku nad Bečvou, kde zakoupil roku 1860 dům v Hrnčířské ulici. Josef své dětství strávil na Záhoří, v Býškovicích či na Kroměřížsku, též na Hané, kde se setkával s různým prostředím, lidovými zvyky a hudbou.

## Vzdělání
Základy svého vzdělání získal u piaristů v Lipníku, kde měli svoji reálku. Jako první student z Lipníku se v roce 1879 zapsal na nově vzniklé Slovanské gymnázium v Olomouci, otevřené roku 1867. Studoval zde kupříkladu s budoucím právníkem Karlem Kozánkem pozdějším spolutvůrcem Moravského paktu, jehož otec Jan Kozánek byl poslancem moravského zemského sněmu. V Kozánkově rodinné vile v Kroměříži se konaly často besedy, schůzky a koncerty. Jedním z hostů byl i Antonín Dvořák. Karel Kozánek se stal Klvaňovým přítelem a později působil jako právník v Kyjově, byl též skvělým klavíristou a sbormistrem Moravana. Přátelství vydrželo celý život.
Poté se Klvaňa zapsal na pražskou Karlovu univerzitu, kde studoval přírodní vědy. Podporovatelem jeho studií byl pražský holešovický obchodník Jan Neff, který byl také rodákem z Lipníka. Mezi Klvaňovými vyučujícími se objevují jména významných vědců, jakými byli například Ladislav Josef Čelakovský nebo Antonín Frič. Tehdejší mineralogické pracoviště mělo světovou úroveň a proslulost, zvláště díky osobnosti jakou byl Joachim Barrande.

## Vědecká činnost
Od roku 1879 Klvaňa pracoval jako asistent profesora Emanuela Bořického, mineraloga a zakladatele české petrografie. Jeho vliv je v Klvaňových dílech patrný.
Po smrti Bořického v roce 1881 přešel Klvaňa do mineralogického oddělení Musea Království českého. Zabýval se zde zkoumáním vyvřelin, dokončil a vydal první díl Bořického spisu Porfyry a porfyrity křemenné. Zajímal se o pedagogickou činnost, kterou se mu podařilo rozšířit své zájmy i mimo akademickou vědu. Složil profesorské zkoušky a vrátil se na Moravu, kde kromě pedagogiky a mineralogie objevuje další předměty svého zájmu: etnografii, výtvarné umění, dokumentární fotografii a také jemu osudnou regionální politiku.

## Pedagogika
V letech 1882–1884 působil jako stálý profesor nově založeného českého gymnázia v Kroměříži. Od roku 1884 až do roku 1894 byl stálým profesorem biologie (dříve přírodozpytu a lučby) na nově založeném gymnáziu v Uherském Hradišti. V roce 1898 se stal prvním ředitelem nově založeného státního reálného gymnázia v Kyjově, kde působil až do své smrti v roce 1919. Od roku 1936 pak gymnázium s přestávkami nese jeho jméno.

## Publikace
- 1885: O třetihorních sopečných horninách na Moravě a ve Slezsku vůbec a bánovsko-bojkovických zvláště
- 1889: Petrografický příspěvek k poznání vyvřelých hornin na Moravě a ve Slezsku.

Stal se přispěvatelem do řady odborných časopisů, mnohé také spoluzaložil: Zprávy české učené společnosti, Časopis Matice moravské, Vesmír, Komenský, Zora. Publikoval v zahraničí, především ve Francii. Podnikl řadu studijních cest po celé monarchii a také do Itálie a Rumunska. Spolupracoval s řadou spolků, kupř. s Musejním spolkem v Brně a účastnil se přípravných prací pro Vlastivědu Moravskou. První díl vyšel roku 1897.
Psal články o geologickém okolí Kroměříže, Bojkovicko, Malá Haná, Chřiby. Zaměřil se na popis geologických oblastí severovýchodní a jihovýchodní Moravy. Pracoval pro Prahu i pro Vídeň.

## Etnografie
Od roku 1899 se věnoval národopisu. Jeho práce se zabývá kartografickým znázorněním výskytu a vlastností lidových krojů na území jihomoravské etnografické oblasti moravské Slovensko. Na tomto území provedl podle vlastností lidových krojů regionalizaci, roztřídění. Zkoumal též jazykové pojmenování jednotlivých částí kroje. Zabýval se též místními řemesly, kupř. vinařstvím. Vytvořil rozsáhlou srovnávací sbírku převážně starých krojových výšivek. Kreslil a fotografoval. Vytvořil první fotografii „Jízdy králů“ ve Vlčnově v roce 1890 v uličce „Ke dvoru“, slavnost působí mnohem skromnějším dojmem, než vyšla na slavném Úprkově obrazu z roku 1897. Fotografoval až do roku 1911.
Roku 1902 byl spoluiniciátorem cesty Augusta Rodina na Moravu, při níž francouzský sochař navštívil Hroznovou Lhotu, kde měl ateliér Joža Uprka a jeho bratr, sochař Franta Uprka. Ateliér navrhl Dušan Jurkovič. Na Augusta Rodina zapůsobila především místní barevnost: „Připadal jsem si jako ve starém Řecku“, poznamenal.
Před 1. světovou válkou se Josef Klvaňa stal vládním c.k. radou.

## Cestování
Josef Klvaňa podnikl mnoho národopisných výletů po jižní Moravě. V letech 1895–1908 také uskutečňoval pravidelné zahraniční letní studijní cesty. Výjimku tvořil jen rok 1898 a pak 1905, kdy mu lékař pro slabé srdce cestu nedoporučil a tak navštívil jen Rijeku a okolní lázně. Po silném infarktu a částečném ochrnutí v roce 1909 již necestoval.
- 1895 srpen: návštěva Drážďan
- 1896 srpen: návštěva Krakova, Veličky a Budapešti
- 1897 červenec – srpen: studijní cesta (Vídeň, Alpy, Lublaň, Terst, Benátky, Verona, Bolzano, Bregenz, Salcburk, Berchtesgaden, Vídeň)
- 1899 červenec – srpen: cesta do Itálie (Vídeň, Tarvisio, Benátky, Bologna, Ravenna, Florencie, Pisa, Řím, Neapol, Pompeje, Ancona, Rijeka, Záhřeb, Budapešť, Prešpurk)
- 1900 červenec – srpen: cesta do Německa, Francie a Švýcarska (Norimberk, Štrasburk, Paříž, Basilej, Lucern, Kostnice, Lindau, Mnichov)
- 1901 červenec – srpen: cesta na Balkán (Vídeň, Rijeka, Zadar, Split, Dubrovník, Kotor, Cetinje, Mostar, Sarajevo, Bělehrad, Temešvár, Kecskemét, Budapešť, Prešpurk)
- 1902 srpen: cesta do Itálie (Benátky, Milán, Janov, Pisa, Florencie, Bologna, Benátky, Terst)
- 1903 srpen: cesta do Řecka a Itálie (Vídeň, Lublaň, Rijeka, Patra, Olympie, Korint, Atény, Patra, Brindisi, Neapol, Řím, Ancona, Rijeka)
- 1904 srpen: cesta do Itálie, Francie a Švýcarska (Rijeka, Benátky, Milán, Janov, Sanremo, Nice, Monako, Monte Carlo, Toulon, Marseille, Avignon, Lyon, Ženeva, Chamonix, Lausanne, Bern, Lucern, Curych, Bregenz, Innsbruck, Vídeň)
- 1906 červenec – srpen: cesta do Německa, Velké Británie, Francie, Belgie a Holandska (Lipsko, Essen, Vlissingen, Queenborough, Londýn, Greenwich, Dover, Calais, Paříž, Strasbourg, Heidelberg, Koblenz, Kolín nad Rýnem, Cáchy, Brusel, Bruggy, Waterloo, Ostende, Antverpy, Haag, Amsterdam, Naarden, Hamburk, Lipsko)
- 1907 červenec – srpen: cesta do Rumunska, Turecka a Bulharska (Ostřihom, Budapešť, Debrecín, Brašov, Ploješť, Bukurešť, Constanța, Cařihrad, Edirne, Plovdiv, Sofie, Bělehrad, Rijeka)
- 1908 červenec – srpen: cesta do Itálie (Rijeka, Ancona, Perugia, Řím, Vatikán, Orvieto, Siena, Florencie, Benátky, Terst, Vídeň)

## První světová válka
Během první světové války, již roku 1914 došlo ke dvěma aférám, kvůli nimž bylo Kyjovské gymnázium zavřeno. Jednalo se o aféru s tzv. „Kyjovskými ruskými letáky“ a poté s trikolórami. Podobné aféry proběhly i v Ivančicích či Jihlavě. Kyjov se nazýval „Malé Srbsko“. Není vyloučeno, že byl členem Maffie, nejbližší prokázaná činnost byla Maffie v Lanžhotě. Důkazy o jeho činnosti v tomto spolku však chybí, jelikož se její činnost příliš nedokumentovala.
Proces s trikolórami: Dva studenti kyjovského gymnázia byli zadrženi, jelikož měli u sebe protistátní slovanskou trikolóru. Klvaňa velmi chytře studenty obhajoval v dopise do Vídně, že barvy jsou v podstatě moravské nikoli ruské, jelikož heraldika orlice moravské je také modro-bílo-červená. Odpovědí byl příkaz k užívání orlice černo-žluté, či lépe řečeno černo-zlaté.
Proces s letáky: Celý proces s letáky začal v kanceláři inženýra Mikeše, jenž byl tehdy úředníkem stavebního oddělení okresního hejtmanství v Uherském Hradišti a řídil v Kyjově stavbu „baráků“. Nalezeny u něj byly dva opisy ruských manifestů a učiněno udání. Při vyšetřování se našly také letáky u stavebního asistenta Posoldy, jenž je opsal od stavebního tesaře Krejčího. Při výslechu se Krejčí přiznal, že je opsal od učitele Vagnera z gymnázia, který je dostal od soukromého úředníka Malíška a tomu je předal jiný soukromý úředník Stokláska. Stokláska se přiznal, že je měl od městského lékaře dra Kellera a ten konečně od městského důchodního Kuči. Inženýr Mikeš se ve vazbě oběsil, ještě před vynesením rozsudku. Rozsudek byl zmírněn z trestu smrti pro všechny na rozsudky těžkého žaláře od 10 do 20 let. Městské zastupitelstvo bylo rozpuštěno a dosazen vládní komisař, což byla ukázka moci monarchie. Kyjovské gymnasium zavřeno, profesoři posláni na vojnu či přesazeni, studenti rozehnáni. Bývalý starosta Severin Joklík, Klvaňův dobrý přítel, spáchal sebevraždu. Učitel Vagner byl suspendován a strávil svůj dlouholetý žalář v Aradu a jeho rodina skončila nezaopatřená na ulici.
Po vzniku republiky připojil k národní hymně „Kde domov můj“ sloku s ohledem také na moravské země a nechal za novou republiku sloužit v gymnaziální kapli mši. Mezi jeho přátele patřil též František Bartoš, jemuž přispíval do sbírek původních moravských písní, pohádek a lidových motivů. Kritizoval přístup Karla Jaromíra Erbena za lehce umělý přístup k látce a zájem pouze o český, nikoliv moravský folklór.
Sám Josef Klvaňa strávil válečné roky s velkým napětím, což se podepsalo na jeho zdravotním stavu.
Zemřel po druhém záchvatu mrtvice v Kyjově v roce 1919. Pohřben byl na kyjovském hřbitově u kaple sv. Josefa.
Jeho manželství s chotí Růženou zůstalo bez dětí, jeden z jeho příbuzných je profesorem chemie na univerzitě v Kanadě.

## Shrnutí
Klvaňa patřil ke generaci moravských literátů cenících si místního svérázu, byl výborným v kresbě a též jedním z prvních českých fotografů, jeho fotografická tvorba spadá především do let 1889–1911 a obsahuje převážně národopisné, dokumentární fotografie. Je autorem prvních fotografií „Jízdy králů“ ve Vlčnově. Věnoval se později vědeckému studiu moravských lidových krojů, převážně jejich popisu a mapování oblastí. Využil své zkušenosti z mineralogické kartografie. Materiál sbíral z oblasti Uherskohraďšťska, Uherskobrodska, Horňácka, Kyjovska a Hodonínska, Podluží, hanácko-slováckého rozmezí, Valašska, Luhačovického Zálesí a Hané. Své vědecké články publikoval i mimo hranice Rakousko-Uherské monarchie, především ve Francii. Podnikal řadu studijních cest po Evropě. Byl přítelem a propagátorem díla Joži Uprky, spoluiniciátorem cesty Augusta Rodina na Moravu v roce 1902 z Paříže do Prahy a dále na východní Moravu, kde Auguste Rodin navštívil spolu s Alfonsem Muchou atelier Joži Úprky. Kritik díla Josefa Mánese s moravskou tematikou, přítel Leoše Janáčka. Byl členem České akademie věd a říšského geologického ústavu ve Vídni.

### Národopisné práce
- Ueber die Trachten der Mahr. Slaven (Oest. Ungar. Monarchie; Mähren, Schlesien, 1896);
- O lidovém kroji na Moravě a Slezsku (Národopisná výstava československá, 1895)
- Kroj lidu slovenského na Moravě (Annales musei Franciscei, 1897–98)
- Vinohrady na Moravském Slovácku (Sborník národopisný, 1898).
- Kroj hanácký vůbec a Tovačovský zvláště (Národopisný sborník, 1900)
- Kroje lidové na Moravě (Moravská čítanka, 1907)
- Kroje lidové na moravském Slovensku (Annales Musei Franciscei, 1887–1909)
- KLVAŇA, Josef; HÚSEK, Jan; NIEDERLE, Lubor; SLAVÍK, František Augustin. Moravské Slovensko. Praha: Národopisné museum českoslovanské, 1918. 455 s.

dále pojednání ve Světozoru, Čes. Lid atd.

### Vědecké práce
- Dokončení spisu Bořického Petrolog. studia porfýr. hornin v Čechách (Archiv přírodov. prozk. Čech, 1881; totéž německy.)
- Nerosty Moravy a Slezska dle nalezišť s úvodem geol. a mapkou geol. (Bibl. paedag., 1882)
- Geologie českého Rudohoří dle Gust. Laubea. Zkrácené vydání české (Archiv přírodov. prozk. Čech, 1882 a 1889)
- Geologická mapa král. Českého (Praha, 1883); Geologický nástin okolí Kroměřížského (Program čes. gymn. v Kroměříži 1882/3)
- Petrologická studia svrchního siluru českého (dissertační práce, Praha, 1883)
- O geologických poměrech Moravy a Slezska, s mapou geol. (Časopis muzejního spolku olomúckého, 1883–87)
- O třetihorních sopeč. horninách na Moravě a Slezsku (Progr. gymn., Uherské Hradiště, 1885)
- Upravený text k názor. atlasu živočišstva (Uherské Hradiště, 1885–87)
- Nerosty král. Českého dle nalezišť (t., 1886)
- Historický vývoj názoru o přírodě (Progr. gymn., t., 1886)
- Petrogr. příspěvek k poznání vyvřelých hornin na Moravě a ve Slezsku (Progr. gymn., t., 1889)
- O erupt. horninách tešenitových a pikritových na severových. Moravě (Rozpravy Česk. akad., 1892)
- Údolí Vltavské mezi Prahou a Kralupy. Petrogr. studie (Archiv přírodov. prozk. Čech, 1893, totéž něm.)
- O geol. poměrech Moravy, s mapou geol. (Vlastivěda Moravy, 1897); Tešenity a pikrity Moravské (Rozpr. Česk. akad., 1897)
- Krajinný ráz Moravy (Vlastivěda Moravy, 1898).

Z národopisných prací jeho uvádíme vedle četných pojednání v Čes. Lidu, Světozoru a Časop. olomúc. musea (provázených četnými obrazy provedenými na základě četných fotografií autorem pořízených) tyto: Ueber die Trachten der Mahr. Slaven (Oest. Ungar. Monarchie; Mähren, Schlesien, 1896); O lidovém kroji na Moravě a Slezsku (Národopisná výstava československá, 1895); Kroj lidu slovenského na Moravě (Annales musei Franciscei, 1897–98); Vinohrady na Moravském Slovácku (Sborník národopisný, 1898).

## O Josefu Klvaňovi
- Martonová, Taťána: Josef Klvaňa 1857–1919, Muzejní občasník Masarykova muzea v Hodoníně, Roč.5,s. 38–42, 1999
- Josef Klvaňa : 22.1.1857 Vídeň – 13.8.1919 Kyjov Autor: Dunděra, Jiří, 1933- Věstník Historicko-vlastivědného kroužku v Žarošicích, svazek, č. 12
- Almanach České akademie věd a umění ; Roč. 29–30 V Praze: Česká akademie věd a umění, 1920 . – 248 s., fot. 18 cm.
- Přehled o činnosti Akademie za rok 1919, presidium, komise, nadace, zprávy, vzpomínky na zemřelé členy.
- Josef Klvaňa : Vzpomínka ke 135. výročí narození / Vladimír Kotík, Miloš Hynek, Kyjov: Klvaňovo gymnázium, 1992, 59 s.
- Za geologickými zajímavostmi Karlových Varů, Sokolovské pánve a západních Krušných hor / Petr Rojík ...[a kol.] Praha: Česká geologická společnost, 2007 . – 28 s.: fot., obr.; 21 cm. (Exkurze České geologické společnosti: Podzim 2007; sv. 20) ISBN 978-80-87139-00-4
- Budínský, Jaroslav: Morava za války, Moravský legionář v Brně, 1936, s. 75.
- Josef Klvaňa a Kyjov : ze sbírek Vlastivědného muzea / Taťjana Martonová, Ester Vratislavská, Věra Colledani,Vlastivědné muzeum Kyjov, 2020. ISBN 978-80-87375-16-7
- Josef Klvaňa a Kyjov - Kabinet živých jazyků/ Věra Colledani, Marcela Šášinková, Ester Vratislavská, masarykovo muzeum v Hodoníně, Kyjov 2022, ISBN 978-80-87375-21-1